# Epania lineola
Epania lineola är en skalbaggsart som beskrevs av Maurice Pic 1933. Epania lineola ingår i släktet Epania och familjen långhorningar. Inga underarter finns listade i Catalogue of Life.